# Krabi (tỉnh)
Krabi (tiếng Thái: กระบี่ phát âm [krā.bìː]; phiên âm: Cra-bi) là một tỉnh miền Nam của Thái Lan, bên bờ Biển Andaman. Tỉnh này giáp các tỉnh sau (từ phía Bắc theo chiều kim đồng hồ): Phang Nga, Surat Thani, Nakhon Si Thammarat và Trang. Tỉnh Phuket cũng giáp ranh tỉnh này về phía Tây, nhưng không giáp trên đất liền.